# Ehestandsdarlehen
Das Ehestandsdarlehen war eine familien- und arbeitsmarktpolitische Maßnahme des NS-Staates, bei der ab Sommer 1933 Jungvermählten ein Darlehen für die Beschaffung von Hausrat gewährt wurde. Damit waren mehrere Ziele verbunden. Durch gesteigerte Binnennachfrage wurden mittelbar die Arbeitsbeschaffung erhöht und zugleich der Arbeitsmarkt entlastet, weil die Ehefrau aus der Erwerbstätigkeit ausscheiden musste. Außerdem sollte als bevölkerungspolitische Maßnahme die Geburtenrate gesteigert werden.

## Bedingungen
Die Gewährung eines „Ehestandsdarlehens zur Förderung von Eheschließungen“ galt lediglich für Frauen, die bis dahin selbst berufstätig waren und ihre Tätigkeit als Arbeitnehmerin mit der Eheschließung aufgaben. Die Aufnahme einer Erwerbstätigkeit war ihnen für die Laufdauer des Darlehens und solange untersagt, wie der erwerbstätige Ehegatte einen Mindestlohn erhielt. Die ersten Darlehen wurden im Sommer 1933 ausgezahlt.
Eine Erste Durchführungsverordnung (1933, RGBl. I, S. 377) schloss Personen aus, die nicht im Besitz der bürgerlichen Ehrenrechte waren oder nach deren politischer Einstellung Zweifel bestanden, dass sie sich „jederzeit rückhaltlos für den nationalen Staat“ einsetzten. Versagt wurde ein Darlehen auch, wenn eine Eheschließung aus erbbiologischen Gründen angeblich nicht „im Interesse der Volksgemeinschaft“ lag. Eine Zweite Durchführungsverordnung (RGBl. I, S, 540) schrieb dafür eine ärztliche Begutachtung vor. „Nichtarier“ wurden – ohne dass dies im Reichsgesetzblatt veröffentlicht wurde – durch „Erläuterungen“ für die Verwaltungspraxis vom März 1934 ausgeschlossen. Nach den Meldungen aus dem Reich waren Volksdeutsche im Jahre 1940 nicht antragsberechtigt.

## Finanzierung
Ein Ehestandsdarlehen konnte bis zum Höchstbetrag von 1000 Reichsmark (ab Ende 1939 bis zu 600 RM)  beantragt werden, war unverzinslich und wurde mit 1,0 Prozent der Summe monatlich getilgt. Es wurde in Form von „Bedarfsdeckungsscheinen“ gewährt, die ausschließlich für Hausrat aus deutscher Produktion  verwendet werden konnten. Für die „Einrichtung des Heims“ war der Erwerb von Gardinen, Betten, Teppichen, Küchengeräten, Öfen, Geschirr, Nähmaschinen, Radioapparaten und sogar Musikinstrumenten zur Hausmusik zulässig, nicht aber von Bekleidung.
Für jedes lebend geborene Kind wurden 25,0 Prozent der Darlehenssumme erlassen. In der Bevölkerung sprach man von der Möglichkeit, das Darlehen „abzukindern“.
Bis Ende 1937 wurden 878.016 Ehestandsdarlehen im Wert von durchschnittlich 641 Reichsmark erteilt. Die erforderlichen Finanzmittel sollten durch eine Sonderabgabe, die „Ehestandshilfe“,  aufgebracht werden, die von allen ledigen Einkommensteuerpflichtigen bis zum fünfundfünfzigsten Lebensjahr  erhoben wurde. Tatsächlich blieb das Aufkommen aus der Ehestandshilfe weit hinter der gewährten Darlehenssumme zurück.

## Aufhebung des Arbeitsverbots
1935 wurden die Bedingungen geändert (RGBl. I, S. 47), indem nunmehr eine mindestens  neunmonatige Berufstätigkeit nachgewiesen werden musste. Im Juli 1936 wurde das Beschäftigungsverbot gelockert (RGBl. I, S. 576) und rückwirkend zum Oktober 1937 wurde es mit dem Dritten Gesetz zur Änderung des Gesetzes über Förderung der Eheschließung (RGBl. I, S. 1158) aufgehoben. Nunmehr konnte der Antragsteller wählen. Wenn die Frau keiner Erwerbstätigkeit nachging, so blieb es bei der Tilgungrate von 1,0 Prozent monatlich, ansonsten stieg die Rate auf 3,0 Prozent.
Das Reichsfinanzministerium begründete die Gesetznovelle  damit, das Arbeitsverbot müsse entfallen, um die Durchführung des Vierjahresplanes sichern zu können. Der Arbeitskräftemangel, der durch die Aufrüstung spürbar wurde, sollte durch Frauenarbeit gemildert werden.

## Konjunkturpolitische Wirkungen
Die konjunkturpolitische Wirkung der Maßnahme wurde zwar abgeschwächt, weil zugleich durch die Sonderabgabe ein Teil der Kaufkraft an anderer Stelle abgezogen wurde. Bis 1937 wurden jedoch Darlehen im Wert von 563 Millionen Reichsmark ausbezahlt, während die Einnahmen durch die „Ehestandshilfe“ weitaus geringer waren, so dass von einer „expansiven Maßnahme“ zur  mittelbaren Arbeitsbeschaffung gesprochen werden kann.
Durch die Verdrängung der Ehefrauen aus der Erwerbstätigkeit wurde der Arbeitsmarkt bis Ende 1935 um rund eine halbe Million Frauen entlastet. Ende 1937 war wegen der Aufrüstung eine Vollbeschäftigung erreicht, so dass diese Zielsetzung entfiel.
Die Auswirkungen des Ehestandsdarlehens auf die Zahl der Eheschließungen lässt sich nicht unmittelbar ableiten. Der Anstieg von 510.000 Ehen im Jahre 1932 auf 631.000 Ehen 1933 und 731.000 Ehen 1934 wird von Humann zum Großteil auf die allgemeine wirtschaftliche Besserung zurückgeführt. Die Inanspruchnahme des Darlehens sank im selben Zeitraum von 37,0 Prozent auf 31,0 Prozent der Jungvermählten und betrug 1935 nur noch 24,0 Prozent.  Das Ehestandsdarlehen habe hier nur einen „flankierenden Effekt“ gehabt.

## Vergleichbare Regelungen
In der DDR gab es ab 1972  eine ähnliche Regelung (5000 Mark), die unter der Bezeichnung Ehekredit bekannt war und ebenfalls als abkindern zum Begriff wurde. In West-Berlin wurde 1962 ein „Familiengründungsdarlehen“ angeboten, um junge Familien zum Zuzug zu bewegen. In Sachsen-Anhalt wurde die (Wieder-)Einführung einer solchen Regelung intensiv diskutiert. In Thüringen gibt es ein sogenanntes Familiendarlehen, welches allerdings nicht zinslos ist.